# Arte para aprender la lengua mexicana
Arte para aprender la lengua mexicana é um dicionário e gramática da língua náuatle em espanhol de autoria de Andrés de Olmos. Foi escrito no México em 1547, mas manteve-se em forma de manuscrito até 1875, quando foi publicado em Paris por Rémi Siméon sob o título Grammaire de la langue nahuatl ou mexicaine. A Arte de Olmos é o mais antigo dicionário conhecido de náuatle.
Como de costume com Ortografia náuatle, Olmos não escreveu oclusiva glotal (saltillos), e não fez distinção quanto a duração vocálica. Ele foi, no entanto, quase único em distinguir os alofones surdos e sonoros do /l/, escrevendo [ɬ] como lh.